# Alfred Mame
Pour les articles homonymes, voir Mame.
Henry-Armand-Alfred Mame dit Alfred Mame, né le 17 août 1811 à Tours où il est mort le 12 avril 1893, est un imprimeur et éditeur français qui appartient à une longue lignée de libraires et d'imprimeurs angevins et tourangeaux des Éditions Mame. Il était commandeur de la Légion d'honneur (décret du 7 juillet 1874).

## Biographie

### Une dynastie d’éditeurs et d'imprimeurs

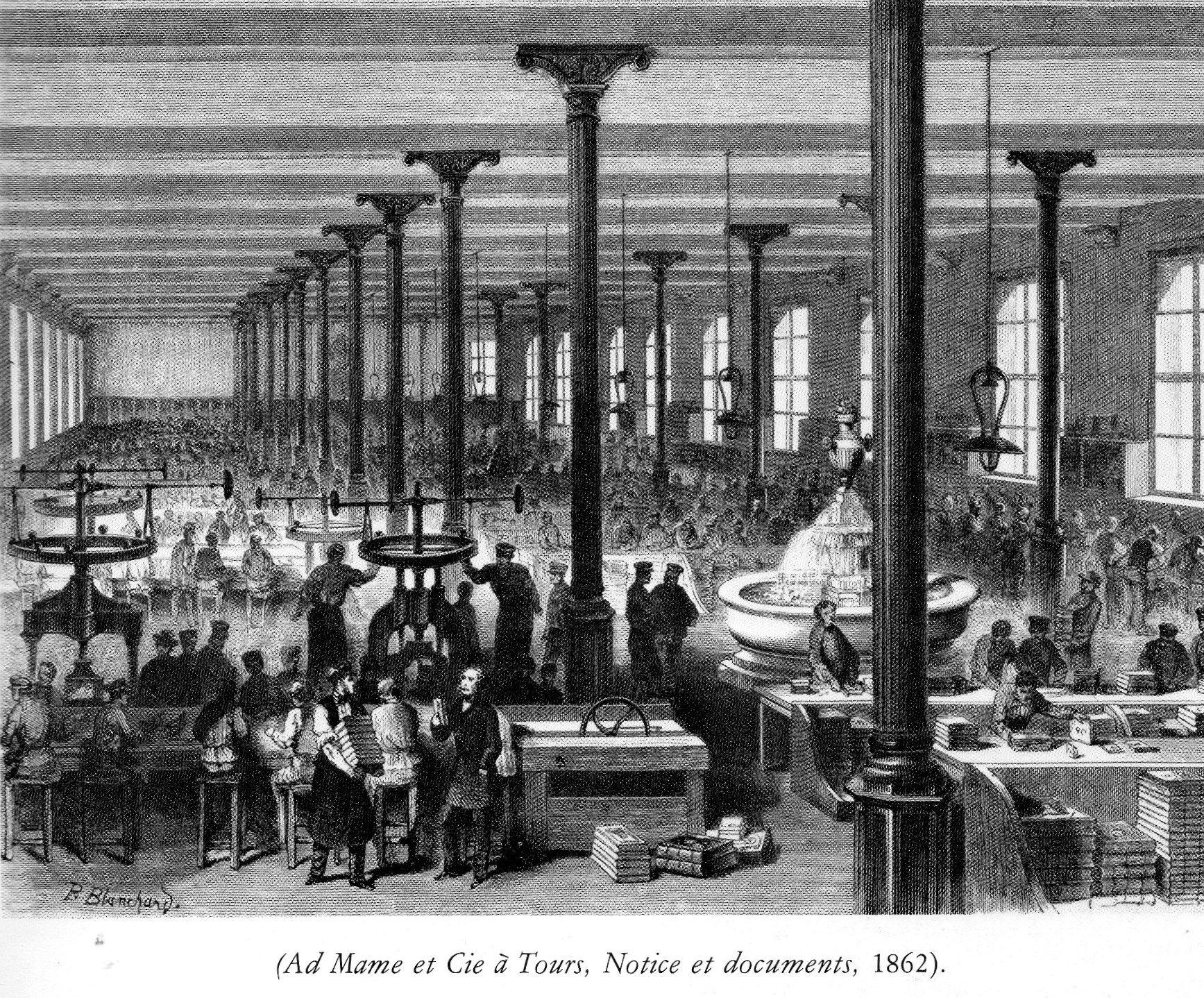
Presse à balancier - Mame à Tours

Alfred Mame est le fils de l'imprimeur Armand Mame (1776-1848), lui-même issu d'une famille d'éditeurs et de libraires originaires d'Angers.
Dans le dernier quart du XVIIIe siècle, Pierre-Charles Mame (1747-1825), fonde à Angers une librairie en 1778 et une imprimerie en 1781, essentiellement pour produire deux journaux. Le général Hoche avait à un moment espéré épouser sa fille.
En 1802, il cède son imprimerie à son fils aîné Charles-Mathieu (1774-1842), dont la fille Émilie Rosine (Angers, 1797 - Paris, 1866) épousera l'éditeur-libraire Charles Gosselin.
Le second fils de Charles Mame, Louis (1775-1839) devenu libraire et éditeur à Paris, publiait des ouvrages de Germaine de Staël, mais les tracasseries de la police napoléonienne causèrent en partie sa ruine. Il se vengea en éditant, aux derniers jours de l’Empire, le célèbre libelle de Chateaubriand : De Buonaparte et des Bourbons.
Le troisième fils de Charles Mame, Armand (1776-1848), développa à Tours une imprimerie que son père avait fondée en 1796, et qui se chargea des publications de la préfecture et de l’évêché. En 1833, il appela à la direction son neveu et gendre Charles-Ernest Mame, futur maire de Tours, et son fils Alfred qui en prit seul la direction en 1845. La raison sociale Armand Mame et Cie resta en usage jusqu'en 1863, avant de devenir Alfred Mame & fils, Tours.

### Homme d’affaires novateur

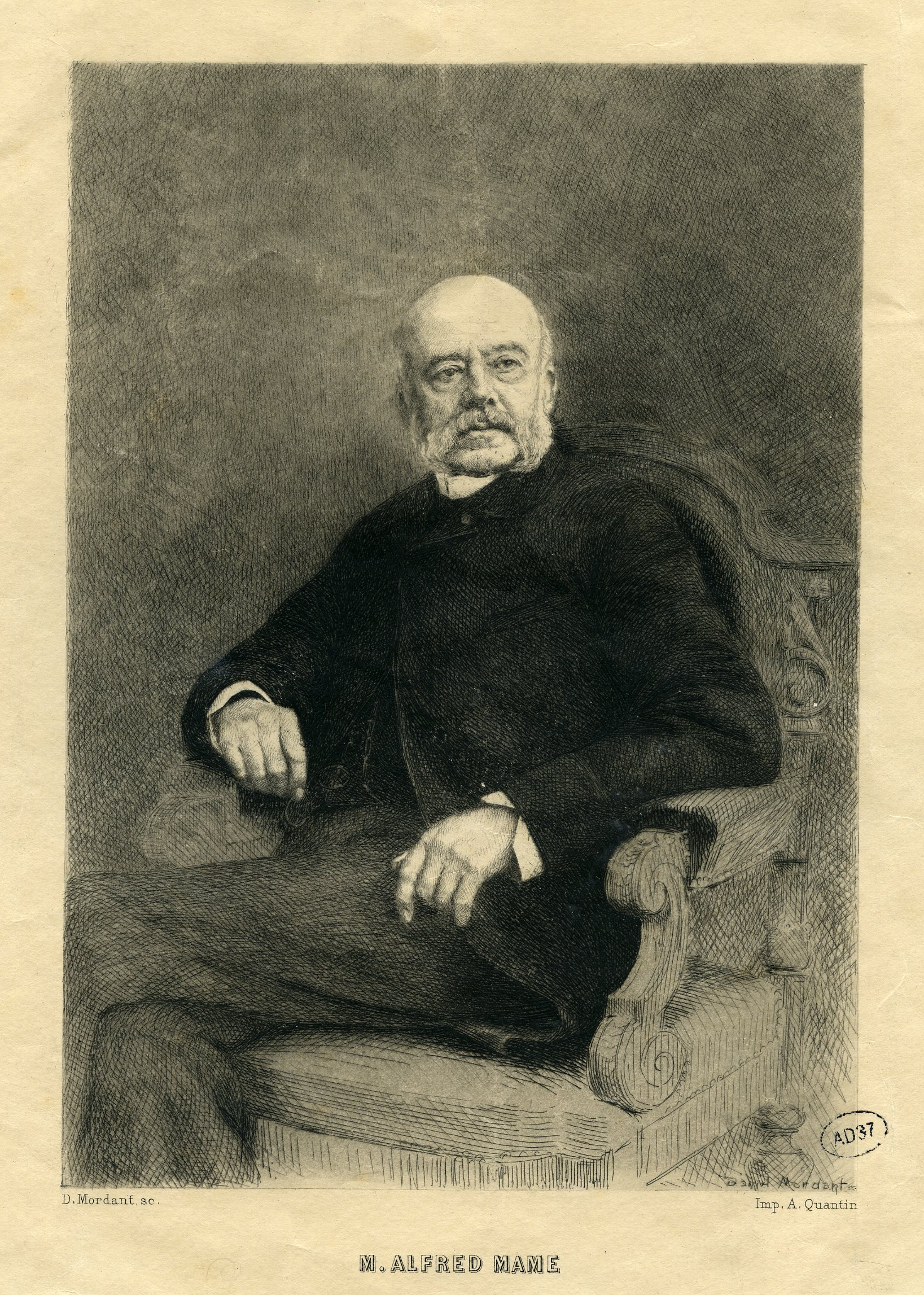
Alfred Mame à la fin de sa vie.

Après avoir édité, en collaboration avec son cousin Ernest Mame, de 1833 à 1845, quelques ouvrages classiques et quelques livres de piété, Alfred conçut et réalisa, pour la première fois, l’idée de réunir dans la même maison éditrice, un certain nombre d’ateliers où seraient regroupées toutes les industries liées à la réalisation de livres : impression, reliure, vente, et d’expédition. Par analogie avec la grande usine sidérurgique du Creusot, l’entreprise Mame fut appelée le « Creusot littéraire ». Mame publia les livres de la Bibliothèque de la jeunesse chrétienne. Le livre La Touraine fut exposée à l’Exposition universelle de 1855 et a été le livre le plus richement illustré de son temps. On trouve également parmi le catalogue de l’entreprise une Bible avec des illustrations de Gustave Doré le Charlemagne d'Alphonse Vétault, le Saint-Louis de Wallon, les Chefs-d’œuvre de la langue française.
Mame était aussi l’un des principaux propriétaires des papeteries (dont il a été l'un des fondateurs avec Ernest Mame, Henri et Eugène Goüin, Charles de Montgolfier et Hettere), et on pouvait donc dire qu’un livre, à partir du moment où les chiffons étaient transformés en papier jusqu’au moment où on procédait à la reliure, passait entre les mains d’une suite d’ouvriers qui dépendaient tous de Mame. Quotidiennement, depuis 1865, il sortait de la maison d’édition trois à quatre mille kilos de livres. De 600 ouvriers en 1848, Mame en employa 1200 en 1862 puis 1500 en 1866.
Inspiré par l’idéal social catholique, Alfred Mame créa pour ses employés une caisse de retraite pour les plus de soixante ans, entièrement financée par l’entreprise. Il ouvrit des écoles, ce qui lui valut de recevoir un des prix de dix mille francs réservés aux « établissements modèles où régnaient au plus haut degré l’harmonie sociale et le bien-être des ouvriers». En 1874, il organisa un système par lequel ses ouvriers participaient aux profits de l’entreprise.
En 1853, la maison Mame publiait 4,5 millions de volumes par an ; en 1863 le volume s'élevait à 6 millions dont trois étaient des livres reliés. Alfred essaya à un moment, mais sans succès, d’entrer dans la vie politique. Il se présenta aux élections législatives du 14 octobre 1877 dans le premier arrondissement de Tours comme candidat conservateur à la Chambre des députés, contre Antoine-Dieudonné Belle, le député républicain qui avait fondé à Tours la première école laïque pour les filles. Mame fut battu avec 7 456 voix contre 12 006.
En 1858, la famille Mame se rend en vacances à Luchon, dans les Pyrénées. Les accompagne un jeune ami, Alfred Tonnellé, qui se découvre alors une vocation fulgurante de pyrénéiste : il se lance dans l’exploration des sommets de la région, réalise la première ascension de la Forcanada, puis explore les montagnes du haut Aragon, enfin le reste de la chaîne pyrénéenne vers l’Est. Il rédige un journal de voyage qui est une des œuvres majeures du pyrénéisme, avant de mourir d’une typhoïde, à vingt-six ans. Ce journal et d’autres ouvrages de Tonnellé seront publiés par les éditions Mame et connut un vif succès.
Après le Second Empire, l'entreprise Alfred Mame et fils est devenu le deuxième éditeur religieux de France mais le premier relieur industriel et concepteur de cartonnage. Ces derniers étaient réputés et reçurent de nombreux prix.
Vers 1870, il lance la création d'une cité ouvrière pour les employés de ses usines, comprenant un ensemble de cinquante-deux maisons. Le maire, son ami Eugène Goüin, donne le nom d'Alfred Mame à la nouvelle cité.
Après la dissolution de la Chambre des députés durant la crise du 16 mai, il se présente comme candidat favorable à Mac-Mahon à Tours. Avec 7 456 voix, il échoue face au républicain Belle, député sortant et maire révoqué de Tours qui en obtient 12 006.
En 1890, il est un des présidents d'honneur, avec Eugène Goüin et Mgr Meignan, du comité conservateur formé pour l'érection d'une statue à Jeanne d'Arc.
À la mort d’Alfred qui laisse une entreprise prospère, son fils Paul Mame (1833-1903) prend la tête de l’entreprise jusqu’en 1900. Il avait épousé Marie Dalloz, héritière de la maison Dalloz.

## Les éditions Mame
Fondées par Pierre-Charles Mame à Angers en 1778, les établissements Mame se développent largement et atteignent leur apogée sous la direction d'Alfred Mame.
Après la mort d'Alfred, les éditions maintiennent leur activité d'édition religieuse tout en se recentrant sur l'imprimerie et le façonnage.
Armand Mame (1864-1926), réussit à bien gérer la sortie de guerre et réalise des investissements immobiliers très bénéfiques sur la région de Tours. Le Missel quotidien des fidèles du père José Feder fut longtemps l'une des meilleures ventes de la maison.
En 1940, les locaux de Mame sont détruits par les bombardements de Tours. En 1945, Alfred Mame (1909-1994) reprend l'entreprise et lance en 1950 la construction d'une vaste usine totalement moderne, l'imprimerie Mame.
En 1980, la famille cède à Desclée de Brouwer l'entreprise qui sera peu à peu reprise par le groupe Média-Participations.
Aujourd'hui, la marque Mame est partie intégrante du groupe Fleurus.